# Calotes bachae
Espèce
Calotes bachae est une espèce de sauriens de la famille des Agamidae.

## Répartition
Cette espèce est endémique du Viêt Nam. Elle se rencontre dans les provinces de Đồng Nai et de Bình Phước.

## Étymologie
Cette espèce est nommée en l'honneur de Rike Bach.

## Publication originale
- Hartmann, Geissler, Poyarkov, Ihlow, Galoyan, Rödder & Böhme, 2013 : A new species of the genus Calotes Cuvier, 1817 (Squamata: Agamidae) from southern Vietnam. Zootaxa, no 3599 (3), p. 246–260.